# إبراهيم علي سلمان

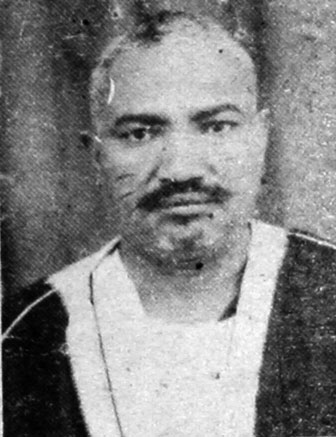
إبراهيم علي سلمان شاعر المناصير

إبراهيم علي سلمان (1937 – 30 آذار 1995) هو أشهر شاعر معاصر من عرب المناصير الذين يسكنون منطقة الشلال الرابع لنهر النيل في شمال السودان. ويُطلق عليه المناصير لقب إبراهيم الشاعر.
وُلِد إبراهيم علي سلمان عام 1937 وهو الابن الأصغر لوالده "الشاعر علي" (الشاعر علي). وقد كتب قصائده عن موطنه دار المناصير وقضية تهجير قبيلته المستمرة نتيجة مشروع سد مروي، واندثار دار المناصير.
جُمعَت قصائد إبراهيم الشاعر من تلميذه السابق النذير تاج السر البشير. تضم المجموعة أعمال حياته وتسمى ديوان عبقرية المناصير. ولعلها الوثيقة الأدبية الوحيدة من داخل دار المناصير.

## روابط خارجية
- المصدر العربي لديوان المناصير: ديوان عبقرية المناصير. للأستاذ إبراهيم علي الشاعر (PDF)